# Ctenogobius stigmaticus
Ctenogobius stigmaticus är en fiskart som först beskrevs av Poey, 1860.  Ctenogobius stigmaticus ingår i släktet Ctenogobius och familjen smörbultsfiskar. Inga underarter finns listade i Catalogue of Life.